# MediEvil 2
MediEvil 2 — компьютерная игра в жанре платформер/action, с элементами комедийного хоррора, разработанная студией SCE Cambridge Studio и выпущенная эксклюзивно для игровой приставки PlayStation. Игра для европейского
региона (PAL) была выпущена издательством Sony Computer Entertainment Europe 19 апреля 2000 года. Версия для американского региона (NTSC/U) вышла под издательством Sony Computer Entertainment America 9 мая 2000 года. Игра является продолжением MediEvil, появившейся в 1998 году. В ней игроку снова предстоит выступить в роли мёртвого рыцаря сэра Дэниэла Фортескью.

## Сюжет
Действия игры разворачиваются через 500 лет после того, как сэр Дэниэл Фортескью одержал победу над колдуном-некромантом Зароком, и вновь обрёл вечный покой в своей гробнице. На сей раз герой пробуждается в Британском музее в конце XIX столетия. Сон Дэниэла был прерван очередным заклинанием, заставляющим мёртвых покидать свои могилы, а толпы демонов и прочую нечисть — сеять хаос и смерть. Всему виной — одержимый манией величия Лорд Пэлторн, который сумел добраться до книги чёрной магии Зарока и вновь нарушил баланс добра и зла.
Цель Пэлторна — разыскать недостающие страницы книги заклинаний, и, в конечном итоге, обрести власть над миром. Объединив свои усилия с профессором оккультных наук Гамильтоном Кифтом, сэр Дэн вступает в борьбу с Пэлторном и его приспешниками. Кифт берёт мертвеца под руководство, снабжая разнообразным оружием и информацией. Выполняя очередное задание профессора, рыцарь спасает из гробницы мумию египетской принцессы Кайи, в которую впоследствии влюбляется.
После того, как Кайа погибает от рук Потрошителя, Дэниел в отчаянии перестаёт бороться с силами зла. Лишь машина времени профессора Кифта помогает главному герою вернуть любимую и вновь оказаться в строю. В итоге, Пэлторну удаётся достать последнюю страницу книги и призвать огромного демона. В конце концов, сэр Дэн побеждает, обратив всю демоническую силу против самого же злодея.

## Игровой процесс

Демонстрация игрового процесса

В целом, сиквел вобрал в себя лучшие традиции предыдущей части, но это совершенно новая, более современная и кинематографичная игра. Главный герой путешествует по Лондону и его окрестностям, разрубая различных врагов на части, преодолевая разнообразные препятствия и периодически сталкиваясь с головоломками и загадками. Подсказки и разнообразную интересную информацию можно узнать из книг, а также у вездесущего призрака Уинстона (помощника профессора Кифта), который заменяет гаргулий из первой части. Здоровье Дэниэла представлено в виде уже знакомой зелёной шкалы в верхней части экрана. Когда она опустеет, Дэн погибает. Однако, он может найти бутыли с живой водой, которые автоматически заново наполнят здоровье. Шкалу здоровья и бутыли можно восполнять встречающимися бьющими из под земли зелёными фонтанами здоровья и маленькими флаконами с живой водой. Всего игрок может найти в игре 9 бутылей. Как и в первой части, энергия душ побеждённых Дэном врагов наполняет золотую Чашу Душ — таинственный встречающийся на каждом уровне парящий в воздухе артефакт, который недоступен пока не наполнится на 100 %.
В игре также есть мешочки и сундуки с золотыми монетами. На найденное на уровнях золото можно покупать боеприпасы у торговца. Практически после каждого уровня предстоят схватки с боссом, которые, по-сравнению с первой частью, стали более сложные и захватывающие. Между уровнями Дэн попадает в лабораторию профессора, где может обменять Чашу на новое оружие, сохранить игру и отправиться в дальнейший путь. Вместо карты, которая была в первой части, игрок выбирает уровни при помощи проектора в лаборатории. Перед отправлением можно послушать небольшое выступление профессора о предстоящем приключении.
Арсенал сэра Дэниэла Фортескью богат разнообразным смертоносным оружием. Первоначально доступна лишь рука Дэна, которую он может оторвать и использовать в качестве дубинки и бумеранга. Из предыдущей игры остались мечи (малый, большой и магический), молот и метательный топор, факел. Абсолютно новое оружие — магический жезл. Поскольку действие игры разворачивается в Викторианскую эпоху, в игре появляется огнестрельное оружие — пистолет, мушкетон, пулемёт Гатлинга и метательные бомбы. Из старого оружия дальнего боя остался арбалет, а также его зажигательная модификация. Кроме того, Дэниел по-прежнему может защищать себя при помощи щитов. Они изнашиваются и приходят в негодность. Однако, по мере прохождения, в игре обнаруживаются более мощные и прочные щиты.
Игра в режиме Дэн-рука. На уровнях можно обнаружить снующие туда-сюда зелёные кисти рук. Дэн может снять свой череп и положить на одну из них. Таким образом можно отправить его исследовать укромные уголки.
По словам разработчиков, главные различия между MediEvil и MediEvil 2 прежде все заключаются в следующем:
1. Искусственный интеллект противников стал более продвинутым, теперь игроку предстоит разрабатывать тактику ведения боя;
2. Уровни стали насыщеннее, динамичнее и прорисованы более детализировано;
3. Появилась функция быстрого переключения между двумя выбранными орудиями;
4. Облик Дэна изменяется несколько раз на протяжении сюжетной линии;
5. Появилась возможность взбираться по некоторым стенам и двигать объекты;
6. Абсолютно новая подача сюжета, с использованием кинематографических роликов и диалогов со второстепенными персонажами.

## Отзывы, критика и награды
| Сводный рейтинг       | Сводный рейтинг |
| Агрегатор             | Оценка          |
| --------------------- | --------------- |
| GameRankings          | 79,47 %         |
| Иноязычные издания    |                 |
| Издание               | Оценка          |
| AllGame               | [ 3 ]           |
| GameRevolution        | B+              |
| IGN                   | 8,4/10          |
| Русскоязычные издания |                 |
| Издание               | Оценка          |
| «Страна игр»          | 7,5 из 10       |

Критики достаточно тепло приняли игру. Веб сайт Moby Games дал ей 77 очков из 100. Игровой портал IGN поставил оценку 8,4 из 10 оценив выше, чем первую часть. Более того, в 2000 году игра MediEvil 2 была удостоена премии BAFTA, как лучшая из консольных игр.

«MediEvil 2 окружает атмосферой, полной ужасающего веселья. Большое многообразие, огромные уровни, более интуитивное управление, различные игровые режимы делают это продолжение неотразимым, а также очень хорошей игрой.»— Doug Perry (IGN)